# Muhammad Ali Jinnah
Mohammad Ali Jinnah (Karachi, 25. prosinca 1876. – Karachi, 11. rujna 1948.) bio je odvjetnik, političar i osnivač Pakistana. Bio je vođa Sveindijske muslimanske lige od 1913. do pakistanske neovisnosti 14. kolovoza 1947. i prvi pakistanski generalni guverner od neovisnosti do svoje smrti. U Pakistanu ga poštuju kao velikog vođu i oca nacije. Njegov se rođendan slavi kao državni praznik.
Mohammad Ali Jinnah rođen je u Karachiju, a studirao je za odvjetnika u Lincolns Inn u Londonu. U prvim desetljećima 20. stoljeća, njegov je utjecaj u Indijskom nacionalnom kongresu rastao. U prvim godinama svoje političke karijere, Mohammad Ali Jinnah je zagovarao jedinstvo hindusa i muslimana i pomogao definirati ugovor iz Lucknowa iz 1916. godine između Indijskog nacionalnog kongresa i Sveindijske muslimanske lige, stranke u kojoj je bio istaknuti član. Mohammad Ali Jinnah postao je jedna od najvažnijih figura Saveza za sveindijsku samoupravu i predložio plan za ustavnu reformu u 14 točaka kako bi osigurao politička prava muslimana. Međutim, napustio je Indijski nacionalni kongres 1920. godine, kada je prihvatio slijediti pokret satyagraha (nenasilni otpor), kojeg je predstavljao Mahatma Gandhi, utjecajni vođa Indijskog nacionalnog kongresa.
Do 1940., Mohammad Ali Jinnah zaključio je, da indijski muslimani trebaju imati svoju zasebnu državu. Tih je godina Muslimanska liga, na čelu s njim, usvojila Lahoreovu rezoluciju koja je tražila odvojenu državu. Tijekom Drugog svjetskog rata, Muslimanska liga jačala je sve dok čelnici Indijskog nacionalnog kongresa nisu bili zatvoreni, a na izborima neposredno nakon rata Muslimanska liga osvojila je najviše mjesta rezerviranih za muslimane. Na kraju se Indijski nacionalni kongres i Muslimanska liga nisu mogli dogovoriti oko načina raspodjele moći u ujedinjenoj Indiji, pa su se sve stranke složile o posebnoj neovisnosti pretežno hinduističke Indije i države s većinskom muslimanskom većinom, koja će dobiti ime Pakistan.
Kao prvi pakistanski generalni guverner, Mohammad Ali Jinnah radio je na uspostavljanju vlade i zakona nove države i pomaganju milijunima muslimanskih migranata, koji su se doselili iz novonastale Indije u Pakistan nakon podjele. Osobno je nadgledao uspostavljanje izbjegličkih kampova. 
Preminuo je u 71. godini života u rujnu 1948., nešto više od godinu dana nakon stjecanja neovisnosti od Britanskog Carstva. U Pakistanu je ostavio duboko i cijenjeno naslijeđe, a u Indiji nije cijenjen.